# Transport na Ukrainie

Sieć transportowa na Ukrainie

Transport na Ukrainie – system transportu działający na terenie Ukrainy.
Państwo jest ważnym krajem tranzytowym między Europą a Azją.
Sieć dróg i połączeń kolejowych na Ukrainie jest dobrze rozwinięta, choć w wielu przypadkach wymaga modernizacji. Dotyczy to zwłaszcza infrastruktury drogowej.

## Transport drogowy

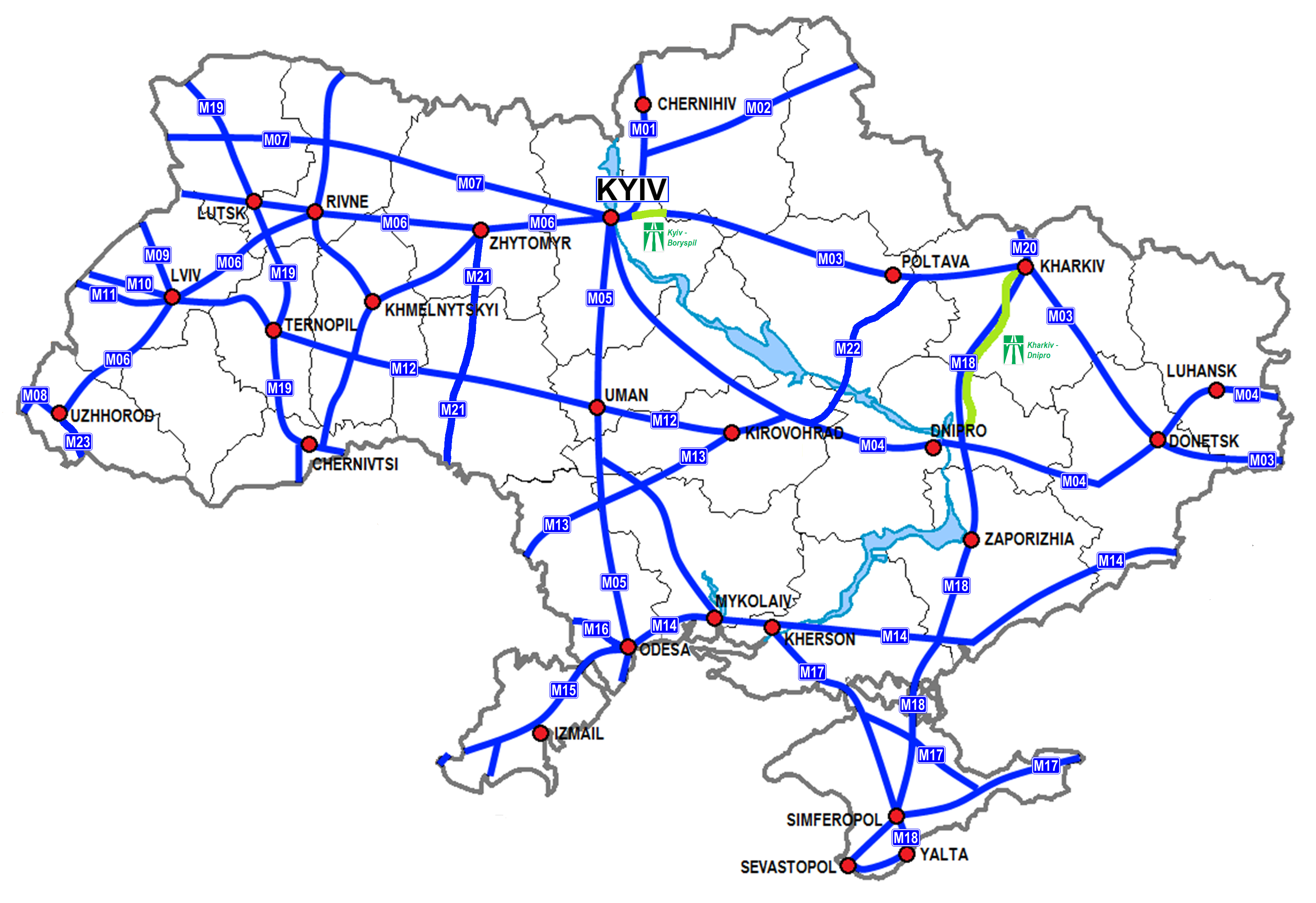
Sieć drogowa na Ukrainie

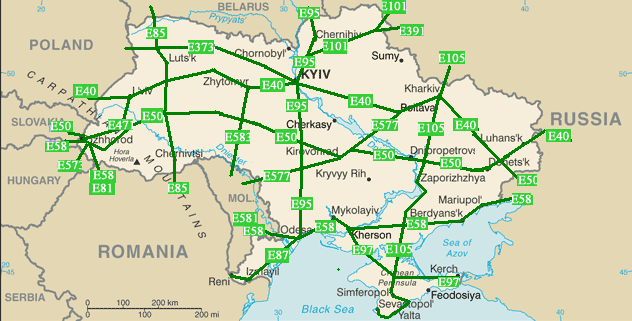
Trasy europejskie na Ukrainie

Łącznie sieć dróg wynosi 169 491 km, w tym 47 000 tys. km dróg o znaczeniu krajowym i międzynarodowym oraz 122 000 tys. km dróg o znaczeniu lokalnym.
W dobrym stanie technicznym znajdują się przede wszystkim główne drogi o charakterze międzynarodowym. Drogi o znaczeniu lokalnym są często w bardzo złym stanie technicznym.

## Transport kolejowy

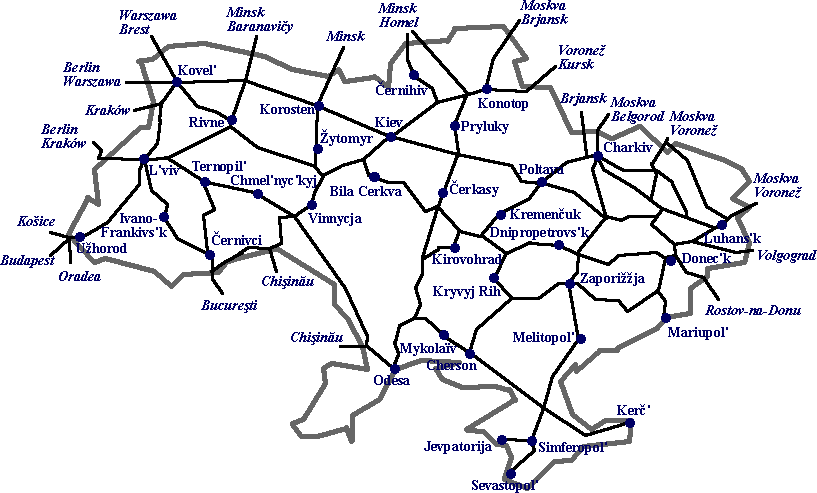
Sieć kolejowa na Ukrainie

Długość linii kolejowych na Ukrainie wynosi około 20 tysięcy km.

## Transport lotniczy
Największe znaczenie w lotniczych połączeniach międzynarodowych ma lotnisko Boryspol w Kijowie. Lotnisko Kijów-Żuliany oraz porty w Odessie, Charkowie, Dnieprze, Lwowie, Zaporożu, Iwano-Frankowsku, Krzywym Rogu, Użhorodzie, Mariupolu, Czerniowcach i Równem, choć mają status międzynarodowych, odgrywają rolę głównie w ruchu krajowym.
Lotniska w Kijowie, Charkowie i Lwowie zostały poddane gruntownej modernizacji w związku z EURO 2012.

## Transport wodny
Długość śródlądowych dróg wodnych wynosi 1672 km. Główną rolę odgrywają rzeki Dniepr i Dunaj.
Najważniejsze ukraińskie porty morskie na Morzu Czarnym to Odessa, Czarnomorsk, Piwdenne, Biłhorod Dniestrowski, Mikołajów, Oczaków, Chersoń, Skadowsk, na Morzu Azowskim: Mariupol, Berdiańsk, a na Dunaju: Izmaił, Kilia i Reni.

## Transport rurociągowy
Łączna długość gazociągów na Ukrainie wynosi 39,8 tys. km, w tym 23 tys. km stanowią gazociągi magistralne. Natomiast system transportu ropy naftowej liczy około 4,8 tys. km.